# Zuiver (muurschildering)

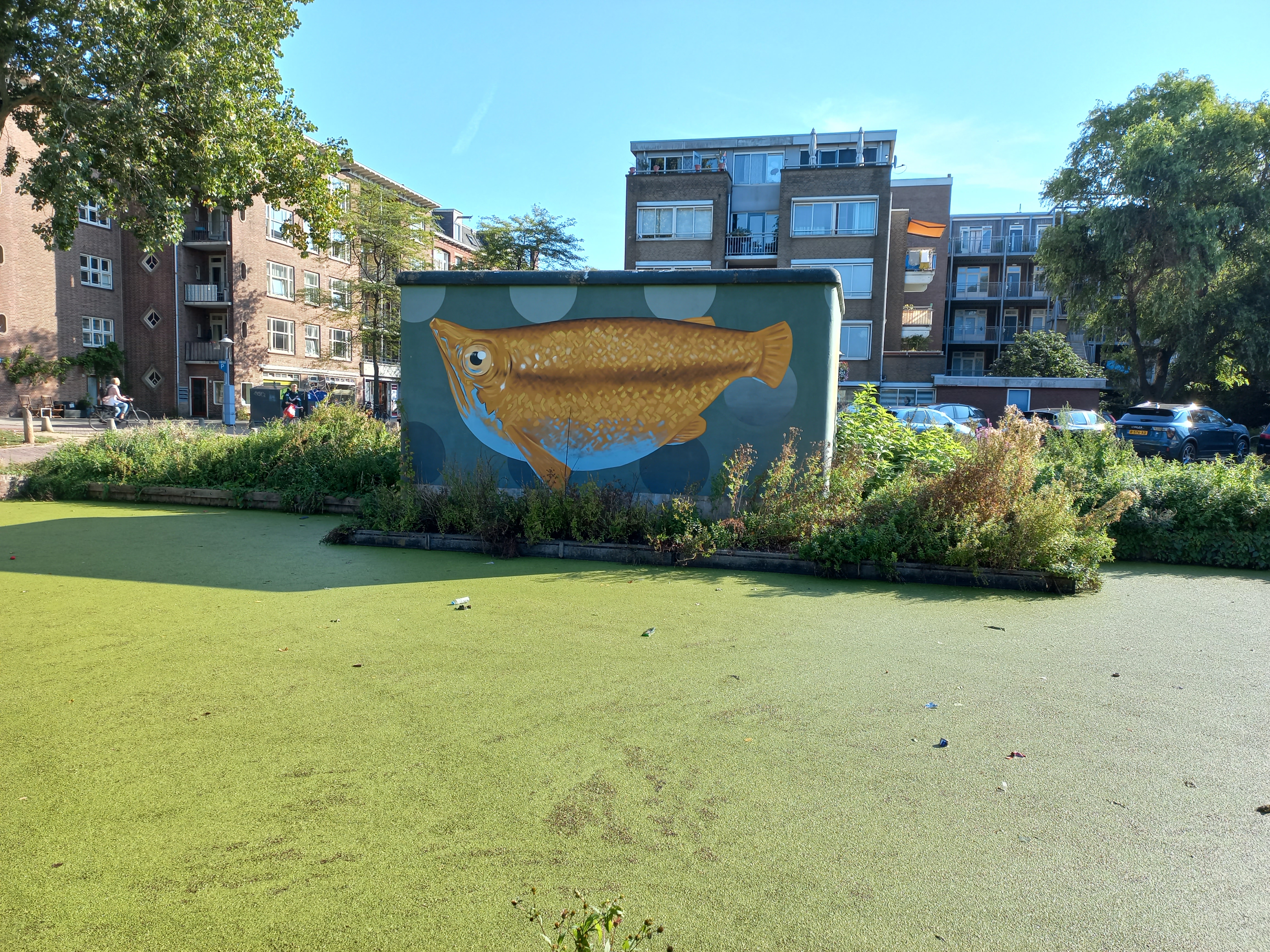
Vis op huisje (september 2023)

Zuiver is een muurschildering in Amsterdam Oud-West.

## Historie
Joos Banckersweg 41 is een gebouw met een vloeroppervlak van 28 m² aan de noordkant van de Joos Banckersweg te Amsterdam Oud-West.
Hier werd in 1988 een elektriciteitsgebouwtje neergezet door het GEB Amsterdam. Het heeft een betonnen constructie met de gebruikelijke diepgroene deur met daarop het logo van het bedrijf. Het bedrijf werd later opgesplitst in NUON (levering) en Liander (netwerk). Het gebouwtje biedt ook onderdak aan een pompinstallatie van een rioolgemaal van Waternet. In 2020 kwam buurtbewoonster en edelsmid Sandrine Diodati met het idee het gebouwtje op te fleuren, hetgeen uitmondde in het plaatsen van een muurschildering rondom. Met een tot haar beschikking gesteld buurtbudget door wijk Bos en Lommer werd het grauwe gebouwtje voorzien van één vis. Deze vis is echter niet te zien vanaf de Joos Banckersweg, maar wel vanaf de oevers van de Erasmusgracht en van de helofytenfilter die vlak voor dit gebouwtje in die gracht ligt. Bijzonder aan de beschildering is dat de drie wanden het totale portret van de vis weergeven. De noordelijke zijde geeft de kop van de vis, de westelijke gevel het zijaanzicht van de vis en het zuidelijk deel de staart.
Het bedrijf Signpainters, gespecialiseerd in reclamebelettering, bracht de beschilderingen aan. Waternet berichtte over deze muurschildering op Twitter.